# 斯威特 (愛達荷州)
斯威特（英語：Sweet）是位於美國愛達荷州傑姆縣的一個非建制地區。該地的面積和人口皆未知。

## 地理
斯威特的座標為43°58′23″N 116°19′28″W / 43.97306°N 116.32444°W，而該地的平均海拔高度為780米（即2559英尺）。